# 平展阔蛛
平展阔蛛（学名：Euryopis deplanata）为球蛛科宽胸蛛属的动物。在中国大陆，分布于四川等地。该物种的模式产地在四川。